# Эсколька
Эсколька (итал. Escolca) — коммуна в Италии, располагается в регионе Сардиния, в провинции Кальяри.
Население составляет 692 человека (2008 г.), плотность населения составляет 49 чел./км². Занимает площадь 15 км². Почтовый индекс — 8030. Телефонный код — 0782.
Покровителем коммуны почитается святая Цецилия, празднование 22 ноября.

## Демография
Динамика населения:

## Администрация коммуны
- Официальный сайт: http://web.tiscali.it/escolca Архивная копия от 22 августа 2009 на Wayback Machine